# واچه باگراتونی
واچه باگراتونی (ارمنی: Վաչե Բագրատունի؛ انگلیسی: Vache Bagratuni; ‏۲۸ مهٔ ۱۹۱۱ – ۲۷ اکتبر ۱۹۹۲) یک بازیگر سینما اهل ارمنستان بود. وی بین سال‌های تا میلادی فعالیت می‌کرد. 

## زندگی‌نامه
وی در ۲۸ مهٔ ۱۹۱۱ در واغارشاپات به دنیا آمد  وی در ۲۷ اکتبر ۱۹۹۲ در سن ۸۱ سالگی در ایروان درگذشت.

## گزیده فیلمشناسی
از فیلم‌ها یا برنامه‌های تلویزیونی که وی در آن نقش داشته است می‌توان به پپو، پرتگاه اشاره کرد.